# Liga Norueguesa de Basquetebol
A Liga Norueguesa de Basquetebol (em norueguês:  Basketball Ligaen Norge), conhecida pelo acrónimo "BLNO", é a competição de basquetebol masculino entre clubes da Noruega. É organizada desde 2000 pela Associação Norueguesa de Basquetebol (em norueguês:  Norges Basketballforbund). O maior vencedor na história do torneio é o Asker Aliens de Asker com 5 conquistas.

## Clubes
| Clube            | Localização |
| ---------------- | ----------- |
| Ammerud Basket   | Oslo        |
| Asker Aliens     | Asker       |
| Bærum Basket     | Bærum       |
| Centrum Tigers   | Oslo        |
| Frøya Basket     | Laksevag    |
| Gimle Basket     | Berga       |
| Kongsberg Miners | Kongsberg   |
| Nidaros Jets     | Trondheim   |
| Persbraten BBK   | Oslo        |
| Tromsø Storm     | Tromsø      |

### Antigos Membros
| Clube                | Estreia | Temporadas disputadas | Títulos | Último título |
| -------------------- | ------- | --------------------- | ------- | ------------- |
| Bergen Bulldogs      | 2001–02 | 1                     | –       | n/a           |
| Bærums Verk Jets     | 2000–01 | 5                     | 1       | 2003–04       |
| Fjellhamar Stallions | 2006–07 | 3                     | –       | n/a           |
| Frøya Ambassadors    | 2002–03 | 3                     | –       | n/a           |
| Harstad Vikings      | 2000–01 | 10                    | 1       | 2005–06       |
| Kongsberg Penguins   | 2000–01 | 7                     | –       | n/a           |
| Kristiansand Pirates | 2000–01 | 9                     | –       | n/a           |
| Oslo Kings           | 2000–01 | 2                     | 1       | 2000–01       |
| Ulriken Eagles       | 2000–01 | 11                    | 2       | 2008–09       |
| Vålerenga Kings      | 2002–03 | 1                     | –       | n/a           |

## Finais
| Temporada | Campeão          | Placar | Finalista          |
| --------- | ---------------- | ------ | ------------------ |
| 2000–01   | Oslo Kings       | 3–2    | Kongsberg Penguins |
| 2001–02   | Asker Aliens     | 3–0    | Kongsberg Penguins |
| 2002–03   | Asker Aliens     | 3–0    | Harstad Vikings    |
| 2003–04   | Bærum Basket     | 3–2    | Harstad Vikings    |
| 2004–05   | Asker Aliens     | 3–0    | Harstad Vikings    |
| 2005–06   | Harstad Vikings  | 3–2    | Asker Aliens       |
| 2006–07   | Ulriken Eagles   | 3–1    | Harstad Aliens     |
| 2007–08   | Asker Aliens     | 3–0    | Harstad Vikings    |
| 2008–09   | Ulriken Eagles   | 3–2    | Tromsø Storm       |
| 2009–10   | Asker Aliens     | 3–1    | Tromsø Storm       |
| 2010–11   | Bærum Basket     | 3–2    | Tromsø Storm       |
| 2011–12   | Frøya Basket     | 80–78  | Asker Aliens       |
| 2012–13   | Bærum Basket     | 81–65  | Tromsø Storm       |
| 2013–14   | Gimle Basket     | 102–68 | Ammerud Basket     |
| 2014–15   | Asker Aliens     | 81–75  | Bærum Basket       |
| 2015–16   | Centrum Tigers   | 85–71  | Tromsø Storm       |
| 2016–17   | Centrum Tigers   | 87–74  | Gimle              |
| 2017-18   | Kongsberg Miners | 2-1    | Asker Aliens       |
| 2018-19   | Kongsberg Miners | 2-1    | Gimle Basket       |

## Prêmios individuais

### Most Valuable Player
| Temporada | Jogador       | Posição | Nationalidade  | Equipe       |
| --------- | ------------- | ------- | -------------- | ------------ |
| 2011–12   | Stian Mjos    | Armador | Noruega        | Bærum Basket |
| 2012–13   | Gerald Walace | Ala     | Estados Unidos | Tromsø Storm |

### MVP das Finais
| Temporada | Jogador       | Posição | Nationalidade | Equipe       |
| --------- | ------------- | ------- | ------------- | ------------ |
| 2011–12   | Miilah Kombat | Ala     | Noruega       | Frøya Basket |

### Jogador Jovem da Temporada
| Temporada | Jogador         | Posição     | Nationalidade | Equipe         |
| --------- | --------------- | ----------- | ------------- | -------------- |
| 2011–12   | Magnus Midtvedt | Armador     | Noruega       | Asker Aliens   |
| 2012–13   | Marko Lepovic   | Ala Armador | Sérvia        | Centrum Tigers |

### Jogador Defensivo da Temporada
| Temporada | Jogador            | Posição  | Nationalidade  | Equipe       |
| --------- | ------------------ | -------- | -------------- | ------------ |
| 2011–12   | Anthony Lee-Ingram | Ala      | Estados Unidos | Asker Aliens |
| 2012–13   | Delano Thomas      | Ala pivô | Estados Unidos | Gimle BBK    |